# 198616 Lucabracali
198616 Lucabracali este un asteroid din centura principală de asteroizi.

## Descriere
198616 Lucabracali este un asteroid din centura principală de asteroizi. A fost descoperit pe 14 ianuarie 2005 la San Marcello Pistoiese de Luciano Tesi și Giancarlo Fagioli. Asteroidul prezintă o orbită caracterizată de o semiaxă mare de 2,76 ua, o excentricitate de 0,05 și o înclinație de 7,1° în raport cu ecliptica.